# Lorenzo Isgrò
Lorenzo Isgrò (Macomer, 23 luglio 1924 – Oristano, 17 marzo 1999) è stato un politico italiano.
Laureato in scienze economiche e commerciali, fu libero docente universitario, professore di ruolo di Statistica economica all'università di Cagliari. Ha insegnato anche statistica metodologica, demografia e antropologia. È stato dirigente nazionale della Fuci, assistente all'università di Roma, esperto dell'Ufficio studi del Comitato interministeriale per la ricostruzione e capo Ufficio Studi della Presidenza centrale delle Acli. Fu vincitore del 1º Premio nel Concorso nazionale della Presidenza del Consiglio dei ministri per la migliore pubblicazione del mezzogiorno. Eletto deputato al Parlamento nel 1958 fu confermato per quattro legislature. Alla camera dei deputati è stato presidente del Comitato per la programmazione e quasi annualmente relatore del Bilancio dello Stato. Nel 1961 la Camera approva la sua mozione sulla politica meridionalistica che impegna il Governo a predisporre uno schema organico di sviluppo economico del paese. 
Componente della Commissione nazionale per la programmazione economica. Relatore al Piano di rinascita della Sardegna e tante altre leggi.
Presidente delle missioni economiche dell'Istituto per il commercio estero in Europa, Medio ed Estremo Oriente. In Giappone, in particolare, dove ha soggiornato più volte, già dal 1970 ha avviato una ricerca analitica sulle cause del "miracolo" economico di quel paese. Dopo aver guidato le delegazioni di universitari cattolici in Europa ha partecipato a seminari di studio o missioni di parlamentari in molti paesi esteri. Tra i quali Afghanistan, Cina, Corea del sud, Filippine, Giappone, Hong-Kong, India, Indonesia, Iran e Singapore in Asia. Egitto, Etiopia, Kenya, Somalia, Tanzania in Africa. Argentina, Brasile e Messico in America Latina; ed ancora in Australia, Canada, Russia e Usa.